# Rhynchosia divaricata
Rhynchosia divaricata är en ärtväxtart som beskrevs av John Gilbert Baker. Rhynchosia divaricata ingår i släktet Rhynchosia och familjen ärtväxter. Inga underarter finns listade i Catalogue of Life.